# Каминский, Антон Антонович

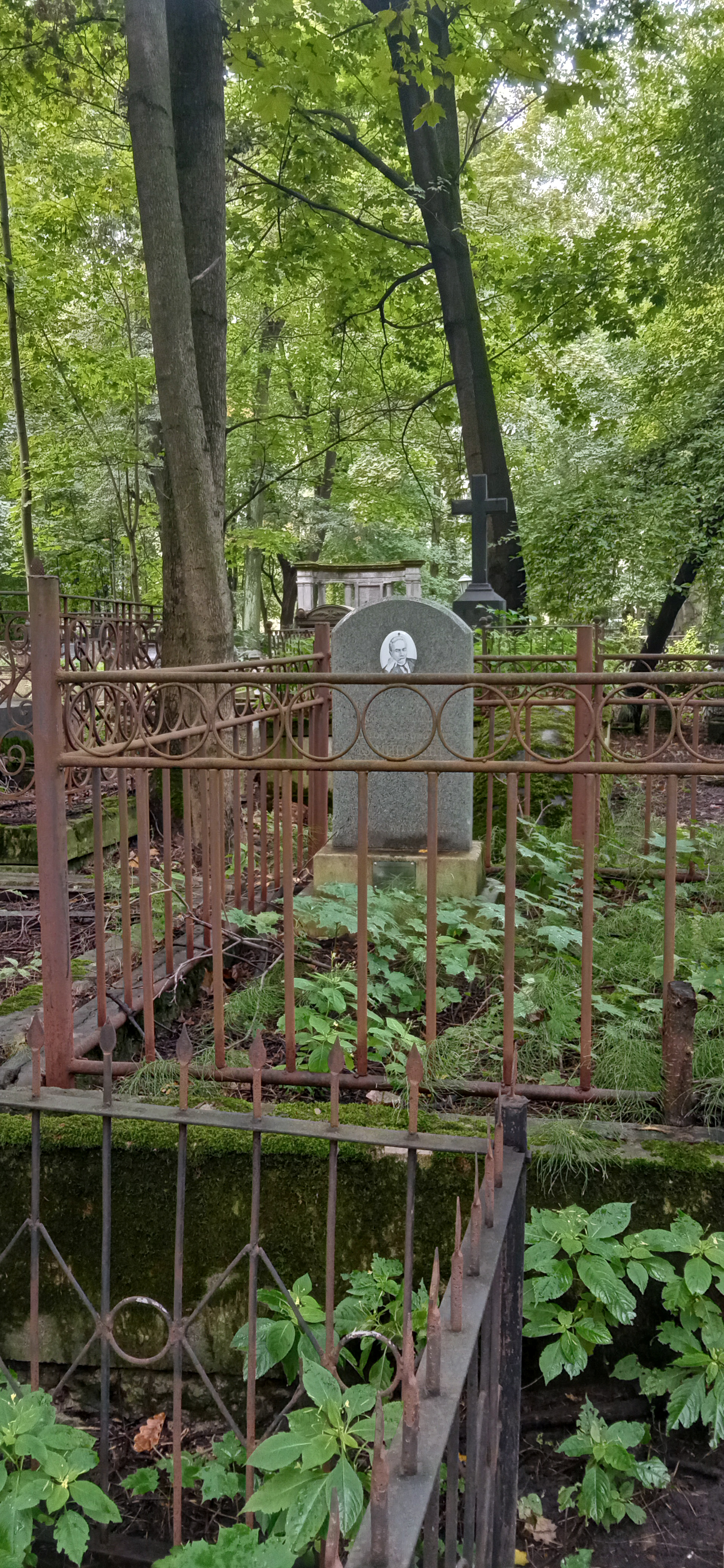
Могила А. А. Каминского на Смоленском лютеранском кладбище

Антон Антонович Каминский (17 ноября 1862 — 5 августа 1936) — советский почвовед, учёный-климатолог, метеоролог, доктор географических наук, инициатор полярной экспедиции на поиски Земли Санникова, автор 180 печатных работ.

## Биография
Он родился в семье агронома Себежского уезда Витебской губернии (впоследствии Освейский район Витебской области). Окончил Митавскую гимназию. В 1888 окончил Петербургский университет.
С 1888 работал в Главной физической обсерватории, где до 1918 руководил работами отдела сети метеорологических станций. С ноября 1922 г. по 3 августа 1936 т. А. А. Каминский работает в ЛГУ, занимая сначала должность профессора Географического Факультета, а затем там же должность заведующего кафедрой климатологии(1932).
В честь него названа группа островов северо-восточнее мыса Стерлегова возле берега Харитона Лаптева на побережье Таймыра. Он был членом Международной климатологической комиссии, Международной Ассоциации почвоведов и многих других научных обществ. Скончался 5 августа 1936 года в Ленинграде.
В честь А. А. Каминского назван мыс Каминского (Карское море, берег Харитона Лаптева; мыс нанесён на карту в 1901 году участниками Русской полярной экспедиции, тогда же присвоено название мысу).

## Труды
Основной источник
- Годовой ход и графическое распределение влажности воздуха на пространстве Российской империи по наблюдениям 1871‒1890 гг., СПБ., 1894.
- Некоторые особенности климата Северо-западной Монголии. Пг., 1915.
- Климатические области Восточной Европы в связи с распространением лесов. Л., 1924.
- Климат и погода в равнинной местности. Климат Воронежской губернии. Ч. 1. Л.; М., 1925.
- Климатологический справочник по СССР. Л., 1931.
- Давление воздуха в СССР по месячным средним. Л., 1932.
- Климатология в СССР за последние 10 лет. М., 1934.
- Как изучать климат своего края. Популярные очерки по метеорологии. Л., 1935